# Michael Fisher
Pour les articles homonymes, voir Michael Fisher (homonymie) et Fisher.
Michael Fisher, né le 3 septembre 1931 et mort le 26 novembre 2021, est un physicien, chimiste et mathématicien britannique spécialisé en physique statistique.

## Biographie
Il a enseigné à l'université Cornell à partir de 1966 et à l'université du Maryland à partir de 1978. Il a remporté le Prix Wolf de physique en 1980 avec Leo Kadanoff et Kenneth Wilson pour leurs développements importants dans la théorie générale du comportement critique à la transition entre différentes phases thermodynamiques. Il a reçu la médaille royale en physique en 2005.

## Article lié
- Algorithme FKT